# Seguridad nuclear pasiva
Seguridad nuclear pasiva es una característica de seguridad de un reactor nuclear que no requiere acciones de un operador o retroalimentación electrónica para apagar en forma segura un reactor nuclear en el caso de que un tipo particular de emergencia (usualmente sobrecalentamiento por resultado de una pérdida de refrigerante o un corte del flujo de refrigeración) ocurra. Tal tipo de reactores tienden a confiar más en la ingeniera de componentes diseñados de tal forma que el comportamiento pronosticado de acuerdo a las leyes conocidas de la física desacelerarán, más que acelerar, la reacción nuclear cuando se dé un incidente del tipo mencionado anteriormente. Esto es en contraste de algunos diseños de reactor más antiguos, donde la tendencia natural es hacia la aceleración de la reacción nuclear como resultado del incremento de la temperatura, de tal forma que se requería una retroalimentación electrónica o la intervención de un operador para prevenir el daño al reactor.

## Terminología
Llamar a un reactor 'pasivamente seguro' es más una descripción de la estrategia usada para mantener un grado de seguridad, que una descripción del nivel de seguridad. Si un reactor que emplea sistemas de seguridad pasiva se puede considerar seguro o peligroso dependerá de los criterios usados para evaluar el nivel de seguridad. Dicho esto, los diseño modernos de reactores se han enfocado en incrementar la cantidad de seguridad pasiva, y así la mayor parte de los diseños pasivamente seguros incorporan sistemas de seguridad tanto activos como pasivos, haciéndolos substancialmente más seguros que las instalaciones más antiguas. De estos diseños se puede decir que son relativamente seguros cuando se les compara con los diseños previos.
Los fabricantes de reactores prefieren llamar a sus reactores de nueva generación pasivamente seguro pero este término algunas veces se confunde con inherente seguro en la percepción del público. Es muy importante comprender que no existen reactores pasivamente seguros ni sistemas pasivamente seguros, solo existen componentes de sistemas de seguridad pasivamente seguros. Los sistemas de seguridad son usados para mantener el control de la central si se desvía fuera de las condiciones normales en el caso ocurrencias operacionales anticipadas o de accidentes, mientras que los sistemas de control son usados para operar la central bajo condiciones normales. Algunas veces un sistema combina ambas características. La seguridad pasiva se refiere a componentes de sistemas de seguridad, mientras que seguridad inherente se refiere a procesos de los sistemas de control no importando la presencia o ausencia de subsistemas específicos de seguridad.
Como un ejemplo de un sistema de seguridad con componentes de pasivamente seguros, consideremos el contenimiento de un reactor nuclear. Los componentes pasivamente seguros son las murallas de concreto y el revestimiento de acero, pero para que estos componentes puedan cumplir con su misión tienen que operar sistemas activos, por ejemplo, válvulas que aseguren el cierre de las tuberías que llevan hacia el exterior del contenimiento, retroalimenten el estado del reactor hacia instrumentos y controles exteriores, que pueden requerir una fuente externa de energía para funcionar.
La Agencia Internacional de Energía Atómica (IAEA) clasifica el grado de seguridad pasiva de los componentes usando una clasificación que va de la letra A a la D dependiendo en lo que no usa el sistema:
1. sin fluido de trabajo móvil
2. sin partes mecánicas móviles
3. sin señales de entrada 'inteligentes'
4. sin entradas o fuentes de energía externas

En la categoría A (1+2+3+4) se encuentra el revestimiento del combustible que no usa ninguna de estas características: siempre se encuentra cerrado y mantiene el combustible y los productos de la fisión al interior y no es abierto hasta que llega a la planta de reprocesamiento. En la categoría B (2+3+4) se encuentra la tubería emergente, que conecta la tubería caliente con el presurizador y ayuda a controlar la presión en el ciclo primario de un reactor de agua a presión y que usa un fluido de trabajo móvil cuando realiza su misión. En la categoría C (3+4) se encuentra el acumulador, que no necesita de una señal de entrada 'inteligente' o de una fuente de energía externa. Una vez que la presión en el circuito de presión primaria cae bajo un nivel de diseño del resorte de las válvulas del acumulador, las válvulas se abren y se inyecta agua en el circuito primario por medio de nitrógeno comprimido. En la categoría D (sólo la característica 4) es el SCRAM que utiliza fluido de trabajo móvil, partes mecánicas móviles y entradas de señal 'inteligentes' pero no fuentes de energía o fuerza externas: las barras de control caen por efecto de la gravedad una vez que ellas son liberadas de su abrazadera magnética. Pero la ingeniería de seguridad nuclear es nunca tan simple: una vez liberada la varilla puede no cumplir con su misión, puede quedar atascada debido a un terremoto o a que las estructuras del núcleo estén deformadas. Esto muestra que lo que se pensaba como un sistema pasivamente seguro y que ha sido apropiadamente accionado, puede no cumplir con su misión. Los ingenieros nucleares han tomado esto en cuenta: normalmente sólo una parte de las varillas son necesarias para apagar al reactor. Muestras de sistemas de seguridad con componentes de seguridad pasiva pueden ser encontrados en casi todas las centrales nucleares: el contenimiento, los hidro-acumuladores en los reactores de agua a presión o los sistemas de supresión de presión en los reactores de agua en ebullición.
En la mayor parte de los textos sobre componentes pasivamente seguros en los reactores de la siguiente generación, el tema clave es que no se necesitan bombas para cumplir con la misión de un sistema de seguridad y que todos los componentes activos (generalmente instrumentos, controles y válvulas) de los sistemas funcionan con la energía eléctrica de baterías.
La IAEA usa explícitamente la siguiente advertencia:

... la pasividad no es sinónimo con confiabilidad o disponibilidad, incluso menos con la suficiencia asegurada de la característica de seguridad, aunque varios factores potencialmente adversos para el desempeño pueden ser más fácilmente contrarrestados a través de un diseño pasivo (percepción del público). Por otra parte diseños activos que emplean variables de control permiten un cumplimiento más preciso de las funciones de seguridad; esto puede ser particularmente deseable bajo condiciones de administración del accidente.

Las propiedades de respuesta del reactor nuclear tales como el coeficiente de temperatura de la reactividad y el coeficiente de vacío de la reactividad usualmente se refieren respectivamente a la respuesta termodinámica y la de cambio de fase del proceso de la transferencia de calor del moderador de neutrones. Se dice de los reactores cuyo proceso de transferencia de calor tienen la propiedad operacional con un coeficiente de vacío de reactividad negativo que poseen un proceso caracterizado por seguridad inherente. Un modo operacional de falla podría potencialmente alterar el proceso para convertir tales reactores en inseguros.
Los reactores podrían ser equipados con un componente de sistema de seguridad hidráulico para que incremente la presión del flujo de entrada del refrigerante (especialmente el agua) en respuesta a un incremento de la presión de salida del moderador y del refrigerante sin la intervención del sistema de control. Tales reactores serían descritos como equipados con un componente de seguridad pasiva que podría - si se diseña de esa forma - colocar al reactor en un coeficiente de vacío negativo de la reactividad, sin importar la propiedad operacional del reactor en que esté instalado. La característica solo trabajaría si responde más rápido que un emergente vacío (vapor) y si los componentes del reactor podrían sostener el incremento de la presión del refrigerante. Un reactor equipado con ambos sistemas de seguridad - si están diseñados para interactuar en forma constructiva - es un ejemplo de una traba de seguridad. Modos de fallo operacional más raros podrían convertir a tales características de seguridad en inútiles y ser restadas de la seguridad relativa total del reactor.

## Ejemplos de seguridad pasiva en operación
Los sistemas de seguridad tradicionales para reactores son activos en el sentido de que ellos requieren operación eléctrica o mecánica de los sistemas de comando (por ejemplo, bombas de agua de alta presión). Pero algunos sistemas de reactores ideados operan enteramente en forma pasiva, por ejemplo, usando válvulas de alivio de presión para manejar la sobrepresión. Pero aún se requieren de sistemas redundantes paralelos. La seguridad inherente y pasiva combinada depende solo de los fenómenos físicos tales como los diferenciales de presión, convección, gravedad o la respuesta natural de los materiales a las altas temperaturas para desacelerar o apagar la reacción, no en el funcionamiento de componentes diseñados tales como bombas de agua de alta presión.
Los actuales reactores de agua presurizada y reactores de agua en ebullición son sistemas que han sido diseñados con una clase de característica de seguridad pasiva. En el caso de una condición de potencia excesiva, cuando el agua en el núcleo del reactor nuclear hierve, se forman bolsillos de vapor. Estos vacíos de vapor moderan menos neutrones, causando que el nivel de potencia al interior del reactor disminuya. Los experimentos BORAX y el accidente de fusión de núcleo SL-1 probaron este principio.
Un diseño de reactor cuyos procesos son inherentemente seguros proporciona un componente de seguridad pasivo durante una condición de falla específica en todos los modos operacionales usualmente es descrito como relativamente a prueba de fallos para esa condición de falla específica. Sin embargo la mayor parte de los actuales reactores refrigerados y moderados por agua, cuando son parados de emergencia, no pueden remover el calor por desintegración y la producción residual de calor sin ambos procesos de transferencia de calor o sin el sistema de refrigeración activo. En otras palabras, mientras que el proceso inherentemente seguro proporciona un componente de seguridad pasiva previniendo el calor excesivo durante el modo operacional "Encendido", el mismo proceso de transferencia de calor inherentemente seguro no proporciona un componente de seguridad pasiva en el modo operacional de Apagado (SCRAM). El accidente de Three Mile Island expuso esta deficiencia de diseño: el reactor y el generador de vapor estaban Apagados pero con la pérdida del refrigerante aún sufrió una fusión de núcleo parcial.
Los diseños de  tercera generación mejoran los diseños anteriores al incorporar características de seguridad pasiva o inherente que no requieren controles activos o intervención operacional (humana) para evitar los accidentes en el caso de un malfuncionamiento, y pueden descansar en diferenciales de presión, gravedad, convección natural o la respuesta natural de los materiales al ser sometidos a altas temperaturas.
En algunos diseños el núcleo de un reactor reproductor rápido está sumergido en una piscina de metal líquido. Si el reactor se sobrecalienta, la expansión termal del combustible metálico y el revestimiento causan que más neutrones escapen del núcleo, y la reacción en cadena nuclear ya no se puede más. La gran masa de metal líquido también actúa como un disipador de calor capaz de absorber el calor por desintegración del núcleo, incluso si el sistema de refrigeración normal fallara.
El reactor modular de lecho de bolas es un ejemplo de un reactor que exhibe un proceso inherentemente seguro y que también es capaz de proporcionar un componente de seguridad pasiva para todos los modos operacionales. A medida que la temperatura del combustible se eleva, el incremento del ensanchamiento Doppler eleva la probabilidad de que los neutrones sean capturados por los átomos de U-238. Esto reduce las posibilidades de que los neutrones sean capturados por los átomos de U-235 y así inicien una fisión, de esa forma se reduce la potencia de salida del reactor y coloca un límite superior inherente a la temperatura que puede alcanzar el combustible. La geometría y el diseño de las bolas de combustible proporcionan un importante componente de seguridad pasiva.
Los reactores de sales fundidas de fluoruro de un único fluido se caracterizan por radioisótopos fisibles, fértiles y actínidos en enlaces moleculares con el refrigerante de fluoruro. Los enlaces moleculares proporcionan una característica de seguridad pasiva ya que el evento de pérdida de refrigerante corresponde a un evento de pérdida de combustible. El combustible de fluoruro fundido no puede alcanzar por sí mismo la criticidad ya que sólo la puede alcanzar mediante la adición de un reflector de neutrones tal como el grafito pirolítico. La densidad más alta del combustible junto con la densidad más baja adicional del refrigerante de fluoruro FLiBe sin el combustible proporciona una capa de flotación que es un componente de seguridad pasiva en el que el grafito de densidad más baja que se fragmenta desde las varillas de control o una matriz de inmersión durante una falla mecánica no inducen criticidad. El drenaje por gravedad de los líquidos del reactor proporciona un componente de seguridad pasiva.
Algunos reactores, tales como las variantes de metal líquido y de sales fundidas, usan como combustible el torio-232 que es más abundante en la naturaleza que los isótopos de uranio y no requiere de enriquecimiento. La dificultad del enriquecimiento en el ciclo del combustible del uranio proporciona un componente de seguridad pasiva contra la proliferación nuclear. La captura de neutrones del torio-232 reproduce tanto el uranio-233 fisible y cantidades de traza de uranio-232 por efecto de derribo de neutrones. La sección transversal neutrónica y los productos de la desintegración del Uranio-232 complican los diseños y dañan a los componentes electrónicos si se usan para construir un arma nuclear, aunque la Operación Teapot demostró su plausibilidad. Actualmente se cree que no es posible la aislación del Uranio-233 a partir del Uranio-232, proporcionando un componente de seguridad pasiva parcial contra la proliferación nuclear.
Los reactores del tipo piscina de baja potencia tales como el SLOWPOKE y el TRIGA han sido licenciados para una operación desatendida en ambientes de investigación debido a que en la medida que la temperatura del combustible de hidruro de aleación con uranio de bajo enriquecimiento (19,75% de U-235) se eleva, el enlace molecular del hidrógeno en el combustible provoca que el calor sea transferido a los neutrones de la fisión que son eyectados. Esta deriva Doppler o endurecimiento del espectro disipa el calor del combustible más rápidamente a través de la piscina, que el incremento más rápido de la temperatura del combustible asegurando de esta forma el rápido enfriamiento de este, mientras que se mantiene una temperatura del agua mucho más baja que la del combustible. La transferencia de calor neutrón-hidrógeno estimulada, autodispersante, de alta eficiencia mucho más que la ineficiente transferencia de calor radioisótopo-agua asegura que el combustible no se puede fundir solamente por un accidente. En las variantes de hidruro de aleaciones de uranio-zirconio, el combustible en sí  mismo es también resistente a la corrosión química asegurando un desempeño de seguridad sostenible de las moléculas de combustible durante su ciclo de vida. La gran cantidad de agua y el concreto que los rodean proporcionados por la piscina en que se encuentran los neutrones de alta energía y que deben penetrar, aseguran que el proceso tiene un alto grado de seguridad intrínseca. El núcleo es visible a través de la piscina y las medidas de verificación pueden ser realizadas directamente en los elementos de combustible del núcleo facilitando la vigilancia total y proporcionando seguridad contra la proliferación nuclear. Tanto las moléculas de combustible en sí mismas y la expansión abierta de la piscina son componentes de seguridad pasiva. Las implementaciones de calidad de estos diseños son probablemente los reactores nucleares más seguros.

## Ejemplos de reactores que usan características de seguridad pasiva
La Unidad 2 de la central nuclear de Three Mile Island (TMI-2) fue incapaz de contener la fuga de aproximadamente 480 PBq de gases nobles radiactivos hacia el ambiente y de alrededor de 120 kL de agua de refrigeración contaminada radiactiva de escapar más allá del contenimiento en un edificio cercano. La válvula de alivio operado por piloto (en inglés: Pilot-Operated Relief Valve, PORV) en la TMI-2 estaba diseñada para cerrarse automáticamente después de aliviar la presión excesiva al interior del reactor hacia un tanque de alivio. Sin embargo, la válvula falló mecánicamente causando que la PORV del tanque de alivio se llenara, y el diafragma de alivio eventualmente se rompió e inundó el edificio de contenimiento. Las bombas del sumidero del edificio de contenimiento automáticamente sacaron el agua contaminada hacia el exterior del edificio. Tanto una válvula de alivio operada por piloto funcionando con un tanque de alivio como separadamente el edificio de contenimiento con sumidero proporcionaban dos capas de seguridad pasiva. Una válvula de alivio no confiable negó su seguridad pasiva de diseño. El diseño de la central tenía un único indicador de abierto/cerrado para la válvula de alivio más que indicadores de abierto y cerrado separados. Esto convirtió que la confiabilidad mecánica de la válvula de alivio no se pudiera determinar directamente, y por lo tanto no se pudiera determinar el estado de su seguridad pasiva. Las bombas del sumidero automáticas y/o una insuficiente capacidad de contenimiento de sumidero negaron la seguridad pasiva de diseño del edificio de contenimiento.
Los reactores refrigerados por agua y moderados por grafito RBMK del desastre de la central nuclear de Chernóbil estaban diseñados con un coeficiente de vacío positivo con varillas de control de boro con abrazaderas electromagnéticas para el control de la velocidad de reacción. Al grado de que los sistemas de control eran confiables, este diseño tenía un correspondiente grado de seguridad inherente activa. El reactor no era seguro a bajos niveles de potencia ya que movimientos erróneos de las varillas de control tenían un efecto de magnificación contra intuitivo. El reactor 4 de Chernóbil estaba construido con una grúa de control manual que manejaba las varillas de control de boro que tenían las puntas con la substancia moderadora, el grafito, un reflector de neutrones. Estaba diseñado con un Sistema de Refrigeración de Emergencia del Núcleo (en inglés: Emergency Core Cooling System, ECCS) que dependía de que estuviera operando la red eléctrica externa o un generador diésel de respaldo. El componente de seguridad del ECCS era definitivamente no pasivo. El diseño se caracterizaba por contenimiento parcial consistente de una losa de concreto arriba y abajo del reactor - con tuberías y varillas que lo penetraban, un recipiente metálico lleno de gas inerte para mantener al oxígeno alejado del grafito caliente refrigerado por agua, un techo a prueba de incendios, y las tuberías bajo el recipiente selladas en cajas secundarias rellenas de agua. El techo, el recipiente metálico, las losas de concreto y las cajas de agua son ejemplos de componentes de seguridad pasiva. El techo en el complejo de la central nuclear de Chernóbil estaba construido de betún - de acuerdo al diseño - convirtiéndole en inflamable. A diferencia del accidente de Three Mile Island, ni las losas de concreto ni el recipiente metálico contuvieron la explosión de hidrógeno producida por el vapor, grafito y oxígeno. Las cajas de agua no pudieron sostener la falla a alta presión de las tuberías. Los componentes de seguridad pasiva como se diseñaron eran inadecuados para cumplir los requerimientos de seguridad del sistema.
El reactor nuclear económico simplificado de agua en ebullición (en inglés: Economic Simplified Boiling Water Reactor, ESBWR) de General Electric Company, es un reactor de agua en ebullición (en inglés: Boiling Water Reactor, BWR) es un diseño que se ha informado que usa componentes de seguridad pasiva. En el evento de una pérdida de refrigerante, no se requiere de ninguna acción por parte de un operador durante tres días.
El AP-1000 de Westinghouse Electric Company (donde "AP" es en inglés "Advanced Passive" y en castellano "Pasivo Avanzado") es un diseño que se ha informado que usa componentes de seguridad pasiva. En el caso de un accidente, no se requiere de ninguna acción por parte de un operador durante 72 horas.
El reactor rápido integral era un reactor reproductor rápido operado por el Argonne National Laboratory. Era un reactor refrigerado por sodio capaz de resistir tanto una pérdida del flujo (refrigerante) como la pérdida del disipador de calor sin realizar un procedimiento de apagado de emergencia. Esto fue demostrado a través de una serie de pruebas de seguridad en las cuales el reactor se apagó exitosamente sin intervención de algún operador. El proyecto fue cancelado debido a preocupaciones respecto al control de la proliferación nuclear antes de que pudiera ser copiado en algún otro lugar.
El reactor de sal fundida experimental era un reactor de sal fundida operado por el Oak Ridge National Laboratory. Era un reactor refrigerad por una sal de fluoruro en que las moléculas de combustible funcionaban también como un refrigerante de sal de fluoruro fundida. Se caracterizaba por tener válvulas congeladas termoquímicamente en las que la sal fundida era activamente enfriada al punto de congelación por aire en secciones aplanadas de tuberías de sal Hastelloy-N para bloquear el flujo. Si el recipiente del reactor desarrollaba calor excesivo o si la energía eléctrica para el aire de enfriamiento se cortaba, el combustible y el refrigerante  podían penetrar termoquímicamente las válvulas hacia los tanques de drenaje alejándose del reflector de neutrones convirtiéndose en subcrítico en el camino hacia un enfriamiento por agua pasivo o activo. Durante las pruebas, se pudo observar que aproximadamente que el 6% - 10% de los 54 Ci/día (2,0 TBq/día) calculados de producción de tritio se difundían afuera del sistema de combustible hacia la célula de atmósfera del contenimiento y otro 6% a 10% llegaban al aire a través dl sistema de remoción de calor. La inhalación de 70 GBq de tritio es equivalente a la dosis de un humano adulto de 3 Sv con la cual se espera que un 50% de los casos expuestos muera dentro de los siguientes 30 días. El componente de seguridad pasiva de enlace molecular de sal de fluoruro falló en prevenir que producción de tritio a partir de la fisión y, por lo tanto, presentando un riesgo de proliferación nuclear. Los enlaces moleculares de la sal de fluoruro no previnieron que el tritio se fugara hacia el contenimiento.
El inventario de reactores BWR y PWR en operación dentro de los últimos diez años en Estados Unidos han informado de 42 ocasiones un nivel de emisión de tritio diario promedio cuatrimestral de más de 22 mCi/día (70 GBq/día) de una central nuclear. Durante el primer cuatrimestre del 2001 la Unidad 1 de Palo Verde liberó un promedio de 9 Ci/día (333 GBq/día) de gas de tritio. El componente de seguridad pasivo del agua como un moderador de neutrones falló en prevenir que un exceso de gas de tritio (hidrógeno con 2 neutrones) se liberará desde la central como gas para diluir en el aire y no en el agua como agua tritiada. La inhalación de tritio se absorbe casi al doble de velocidad que el tritio ingerido.